# Збірна Австрії з хокею із шайбою
Збірна Австрії з хокею із шайбою — національна команда Австрії, що представляє країну на міжнародних змаганнях з хокею із шайбою. Командою опікується Федерація хокею Австрії. Найкращі досягнення команди на чемпіонатах світу були на зорі хокею, коли вони завоювали медалі різного ґатунку на Європейському чемпіонаті, а також здобувши 2 бронзові медалі на чемпіонатах світу — 1931 і 1947 роках. В країні налічується 11 720 хокеїстів (0,1% населення).

## Турнірні здобутки

### На зимових Олімпіадах
- 1920 рік – Літні Олімпійські ігри 1920 - Не брала участь
- 1924 рік – Зимові Олімпійські ігри 1924 - Не брала участь
- 1928 рік – Зимові Олімпійські ігри 1928 - Закінчили на 5-му місці
- 1932 рік – Зимові Олімпійські ігри 1932 - Не брала участь
- 1936 рік – Зимові Олімпійські ігри 1936 - Закінчили на 7-му місці
- 1948 рік – Зимові Олімпійські ігри 1948 - Закінчили на 8-му місці
- 1952 рік – Зимові Олімпійські ігри 1952 - Не брала участь
- 1956 рік – Зимові Олімпійські ігри 1956 - Закінчили на 10-му місці
- 1960 рік – Зимові Олімпійські ігри 1960 - Не брала участь
- 1964 рік – Зимові Олімпійські ігри 1964 - Закінчили на 13-му місці
- 1968 рік – Зимові Олімпійські ігри 1968 - Закінчили на 13-му місці
- 1972 рік – Зимові Олімпійські ігри 1972 - Не брала участь
- 1976 рік – Зимові Олімпійські ігри 1976 - Закінчили на 8-му місці
- 1980 рік – Зимові Олімпійські ігри 1980 - Не брала участь
- 1984 рік – Зимові Олімпійські ігри 1984 - Закінчили на 10-му місці
- 1988 рік – Зимові Олімпійські ігри 1988 - Закінчили на 9-му місці
- 1992 рік – Зимові Олімпійські ігри 1992 - Не брала участь
- 1994 рік – Зимові Олімпійські ігри 1994 - Закінчили на 12-му місці
- 1998 рік – Зимові Олімпійські ігри 1998 - Закінчили на 14-му місці
- 2002 рік – Зимові Олімпійські ігри 2002 - Закінчили на 12-му місці
- 2006 рік – Зимові Олімпійські ігри 2006 - Не брала участь
- 2010 рік – Зимові Олімпійські ігри 2010 - Не брала участь
- 2014 рік - Зимові Олімпійські ігри 2014 - Закінчили на 10-му місці
- 2018 рік - Зимові Олімпійські ігри 2018 - Не брала участь

### На чемпіонатах світу
- 1930 — Закінчили на 4-му місці
- 1931 — Закінчили на 3-му місці
- 1933 — Закінчили на 4-му місці
- 1934 — Закінчили на 7-му місці
- 1935 — Закінчили на 6-му місці
- 1937 — Не брали участь
- 1938 — Закінчили на 10-му місці
- 1939 — Не брали участь
- 1947 — Закінчили на 3-му місці
- 1949 — Закінчили на 6-му місці
- 1950 — Не брали участь
- 1951 — Закінчили на 11-му місці (4 місце в Класі «В»)
- 1953 — Закінчили на 11-му місці (2 місце в Класі «В»)
- 1954 — Закінчили на 6-му місці (3 місце в Класі «В»)
- 1955 — Закінчили на 11-му місці (2 місце в Класі «В»)
- 1957 — Закінчили на 7-му місці
- 1958 — Не брали участь
- 1959 — Закінчили на 15-му місці (3 місце в Класі «В»)
- 1961 — Закінчили на 14-му місці (6 місце в Класі «В»)
- 1962 — Закінчили на 10-му місці (2 місце в Класі «В»)
- 1963 — Закінчили на 16-му місці (1 місце в Класі «С»)
- 1965 — Закінчили на 13-му місці (5 місце в Класі «В»)
- 1966 — Закінчили на 13-му місці (5 місце в Класі «В»)
- 1967 — Закінчили на 14-му місці (6 місце в Класі «В»)
- 1969 — Закінчили на 13-му місці (7 місце в Класі «В»)
- 1970 — Закінчили на 15-му місці (1 місце в Класі «С»)
- 1971 — Закінчили на 13-му місці (7 місце в Класі «В»)
- 1972 — Закінчили на 14-му місці (1 місце в Класі «С»)
- 1973 — Закінчили на 12-му місці (6 місце в Класі «В»)
- 1974 — Закінчили на 14-му місці (8 місце в Класі «В»)
- 1975 — Закінчили на 17-му місці (3 місце в Класі «С»)
- 1976 — Закінчили на 17-му місці (1 місце в Класі «С»)
- 1977 — Закінчили на 17-му місці (9 місце в Класі «В»)
- 1978 — Закінчили на 18-му місці (2 місце в Класі «С»)
- 1979 — Закінчили на 15-му місці (7 місце в Класі «В»)
- 1981 — Закінчили на 17-му місці (1 місце в Класі «С»)
- 1982 — Закінчили на 10-му місці (2 місце в Класі «В»)
- 1983 — Закінчили на 11-му місці (3 місце в Класі «В»)
- 1985 — Закінчили на 12-му місці (4 місце в Класі «В»)
- 1986 — Закінчили на 14-му місці (6 місце в Класі «В»)
- 1987 — Закінчили на 11-му місці (3 місце в Класі «В»)
- 1989 — Закінчили на 14-му місці (6 місце в Класі «В»)
- 1990 — Закінчили на 11-му місці (3 місце в Класі «В»)
- 1991 — Закінчили на 13-му місці (5 місце в Класі «В»)
- 1992 — Закінчили на 13-му місці (1 місце в Класі «В»)
- 1993 — Закінчили на 10-му місці
- 1994 — Закінчили на 8-му місці
- 1995 — Закінчили на 11-му місці
- 1996 — Закінчили на 12-му місці
- 1997 — Закінчили на 16-му місці (4 місце в Класі «В»)
- 1998 — Закінчили на 15-му місці
- 1999 — Закінчили на 10-му місці
- 2000 — Закінчили на 13-му місці
- 2001 — Закінчили на 11-му місці
- 2002 — Закінчили на 12-му місці
- 2003 — Закінчили на 10-му місці
- 2004 — Закінчили на 11-му місці
- 2005 — Закінчили на 16-му місці
- 2006 — Закінчили на 18-му місці (1 місце в «Дивізіоні Ι» Група «В»)
- 2007 — Закінчили на 15-му місці (опустилися в «Дивізіон Ι»)
- 2008 — 17-е місце (1 місце в «Дивізіоні Ι» Група «А»)
- 2009 — 14-е місце (опустилися в «Дивізіон Ι»)
- 2010 — 1-е місце Дивізіон Ι, Група «А»
- 2011 — 15-е місце
- 2012 — 2-е місце Дивізіон Ι, Група «А»
- 2013 — 15-е місце
- 2014 — 2-е місце Дивізіон Ι, Група «А»
- 2015 — 15-е місце
- 2016 — 4-е місце (дивізіон I, група A)
- 2017 — 1-е  місце (дивізіон I, група A)
- 2018 — 14-е місце
- 2019 — 16-е місце
- 2022 — 11-е місце
- 2023 — 14-е місце
- 2024 — 10-е місце
- 2025 — 8-е місце